# Gare de Bâle-Dreispitz
La gare de Bâle-Dreispitz (en allemand : Bahnhof Basel Dreispitz), est une gare ferroviaire suisse de la ligne du Jura, située dans le quartier du Dreispitz au sud du territoire de la ville de Bâle, non loin de la limite de la commune de Münchenstein, dans le Canton de Bâle-Ville. Elle dessert notamment le Stade Saint-Jacques.
Elle se situe sur la ligne S3 du Regio S-Bahn de Bâle à Porrentruy.

## Situation ferroviaire
La gare de Bâle-Dreispitz est située au point kilométrique (PK) 121,0 de la ligne du Jura entre la gare de Bâle CFF et la gare de Münchenstein.

## Histoire
La gare a été mise en service le 24 mai 2006.

## Service des voyageurs

### Intermodalité
Les lignes de tramways 10 et 11 ainsi que les lignes de bus 36, 37 et 47 desservent la gare à l'arrêt Dreispitz. 

## Autres gares de Bâle
- Bâle CFF, gare principale de la ville.
- Bâle SNCF qui jouxte la gare de Bâle CFF, pour les trains SNCF et les TER Alsace.
- Gare badoise, en allemand Badischer Bahnhof située au nord-est de Bale en direction de l'Allemagne, exploitée par la DB.
- Bâle-Saint-Jean située sur la ligne en direction de Saint-Louis en France.
- Bâle-Saint-Jacques située sur la ligne d'Olten en Suisse.